# Quest3D
Quest3D est un logiciel 3D temps réel et une plateforme de développement utilisée pour la visualisation de projets architecturaux, de produits et de concepts, la réalisation de jeux, de logiciels d'entrainement et de simulations. Les données 3d en provenance de logiciels de CAO ou de modélisation comme Maya, 3D Studio Max et AutoCAD peuvent être exportées vers Quest3D et utilisées pour créer des applications interactives 3D temps réel. Quest3D est développé par Act-3D B.V. aux Pays-Bas. La première version a vu le jour en septembre 2001.

## Description
La principale caractéristique de Quest3d est sa méthode de programmation graphique par rapport à la méthode usuelle basée sur du code source. Tout est traité en temps réel ce qui le différencie également des autres moteurs 3D. Le projet est exécuté pendant que l'utilisateur développe le logiciel. À la différence des autres environnements de programmation comme le C++, il n'y a donc pas de phase de compilation pendant le processus de développement.

## Environnement de développement
Les applications Quest3D sont développées en reliant entre eux des composants fonctionnels appelés Channels. Les composants ainsi reliés forment un arbre qui représente la structure du programme. Le moteur parcourt cet arbre à chaque image en appelant chaque channel. Ceci permet de produire une application 3D temps réel.
Il n'y a pas d'étape de compilation ou de langage interprété car les channels sont constitués de codes compilés. Grâce à cela, il n'y a presque pas de différence avec un code entièrement compilé ce qui n'est pas le cas avec un langage interprété ou une machine virtuelle.

### Éditeurs
L'environnement de Quest3d inclut des éditeurs pour concevoir le graphe, éditer les objets 3D, les animations, programmer les shaders HLSL et le langage de script LUA Scripting.

### Publication
Les applications terminées peuvent être publiées sous forme d'un fichier exécutable Windows ou bien incluses dans une page web sous forme d'un ActiveX. Les navigateurs supportés sont Internet Explorer et Firefox.

### Extension
Un kit de développement SDK est fourni avec le produit ce qui permet de développer en C# ou C++ ses propres channels. Dans la version VR, le SDK inclut le source de la plupart des channels développés par l'éditeur Act3D.

## Matériel nécessaire
Certaines fonctionnalités du moteur dépendent des caractéristiques du matériel.
- Windows 2000, Windows XP, Vista (64 or 32 bit) et DirectX 9
- 256 Mo de mémoire vive
- 1 GHz Processeur
- Carte compatible DirectX
- 32 Mo mémoire graphique
- 400 Mo d'espace libre sur le disque dur

## Licence
Il y a des licences de Quest3d pour un usage commercial et pour un usage éducatif.
Il n'y a pas de licence pour le run-time, les exécutables produits peuvent donc être distribués sans limitation de nombre.

## Applications
Jeu vidéo, visualisation d'architecture, serious games, simulations, production TV et films.

## Exemples de jeux
- Audiosurf jeu gagnant du concours IGF Award winning créé par Invisible Handlebar.
- Ship Simulator simulateur de navire développé par VSTEP
- Leo der Haze jeu pour enfants développé par Ovos real-time 3D
- Chicken Football jeu développé par Paladin Studios pour des organisations humanitaires.
- The Endless Forest un jeu en ligne économiseur d'écran développé par Tale of Tales
- Twinners un jeu télévisuel interactif Spanish demo